# Rick Astley
Richard Paul "Rick" Astley (født 6. februar 1966, Newton-le-Willows, Lancashire) er en engelsk singer-songwriter, der er bedst kendt for sit hit "Never Gonna Give You Up" fra 1987, som lå nr. 1 i 25 lande.
Efter at være stort set glemt i 1990'erne, kom Astley tilbage i 2001 med albummet Keep It Turned On. I 2007 blev Rick Astley et internetfænomen, da videoen til "Never Gonna Give You Up" blev del af memet "Rickrolling". Astley vandt i kategorien "Best Act Ever" ved MTV Europe Music Awards 2008.
Rick Astleys samlede cd-salg ligger på lige under 40 mio. eksemplarer.
Han er gift med den danske filmproducer Lene Bausager, og de har en datter Emilie født i 1992.

## Diskografi
- Whenever You Need Somebody (1987)
- Hold Me in Your Arms (1988)
- Free (1991)
- Body & Soul (1993)
- Keep It Turned On (2001)
- Portrait (2005)
- 50 (2016)
- Beautiful Life (2018)